# Falkengroep

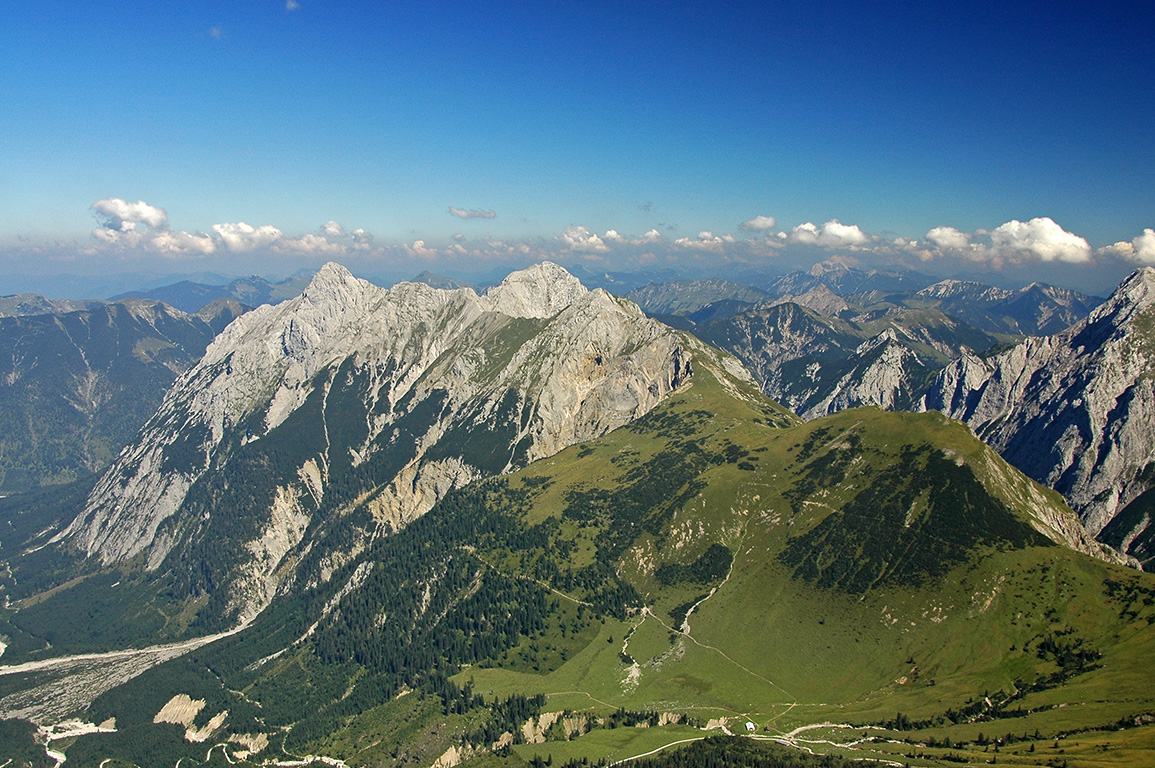
De Falkengroep vanuit het zuidwesten

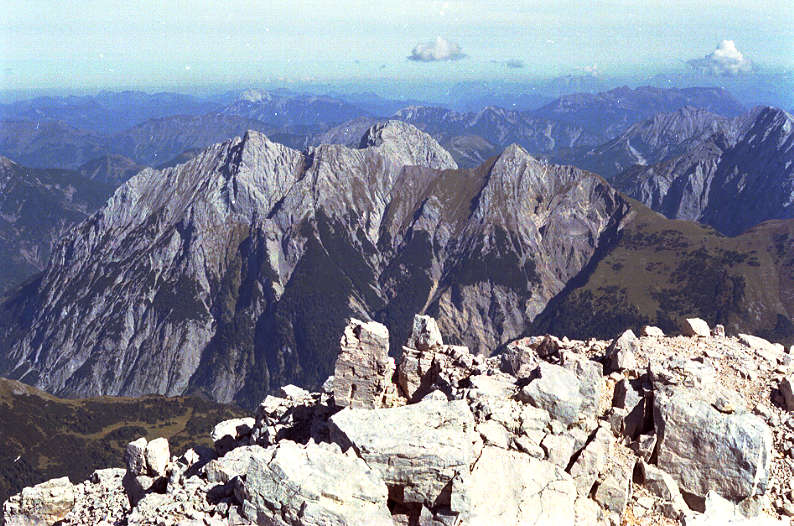
De Falkengroep vanaf de Birkkarspitze

De Falkengroep is een bergketen in de Karwendel in de Oostenrijkse deelstaat Tirol en vormt het oostelijke voorgebergte van de Noordelijke Karwendelketen.
Slechts een bergtop in de Falkengroep is zonder al te grote klimvereisten te bereiken, namelijk die van de 2348 meter hoge Steinfalk. Aan de zuidzijde van deze berg is de 2093 meter hoge grasberg Mahnkopf gelegen, gelegen boven de Ladizjöchl.
Overige bergtoppen in de Falkengroep zijn de Ladirerer Falk (2428 meter), de Risser Falk (2414 meter), de Turmfalk (2201 meter) en de Kleine Falk (2190 meter).
De 2131 meter hoge Toter Falk (of Totenfalk) is de moeilijkst te beklimmen bergtop in de bergketen.